# Opopaea syarakui
Opopaea syarakui là một loài nhện trong họ Oonopidae.
Loài này thuộc chi Opopaea. Opopaea syarakui được miêu tả năm 1967 bởi Komatsu.